# میاگاوا ایشو

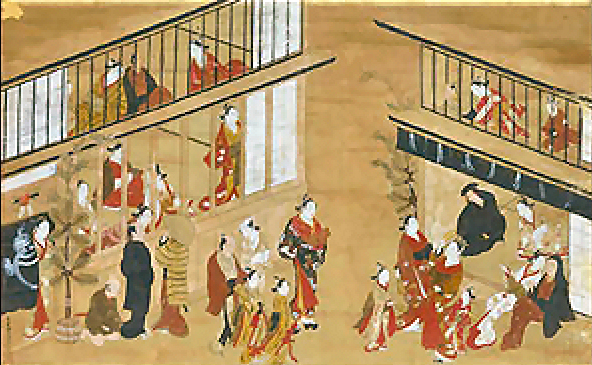
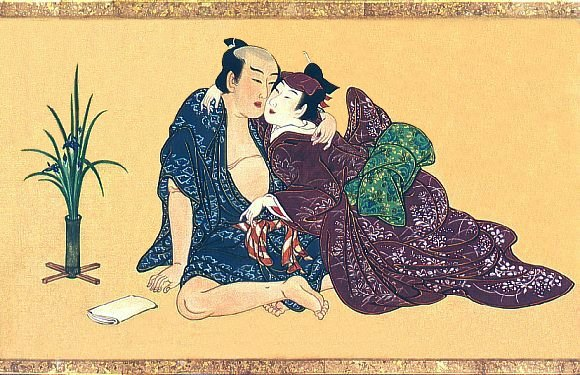
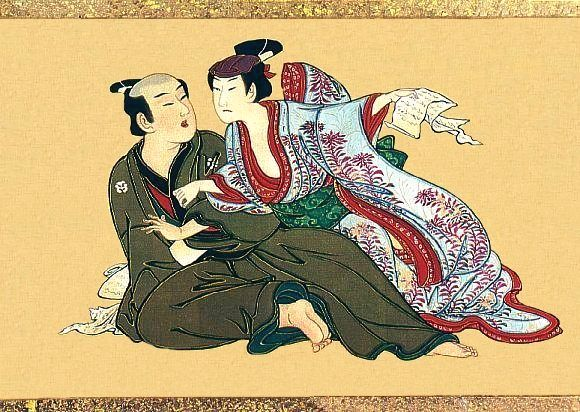

میاگاوا ایشّو (宮川 一笑؛ 1689 – ۲۰ ژانویهٔ ۱۷۸۰) نقاش اهل ژاپن بود.